# OVH
OVH este o companie franceză de cloud computing  care ofera VPS, servere dedicate si alte servicii web. Compania a fost fondată în 1999 de către familia Klaba  și are sediul în Roubaix, Franța. OVH este structurat ca societate pe acțiuni în conformitate cu legislația franceză.

## Istorie și ascendența
OVH a fost fondată în 1999 de Octave Klaba, cu ajutorul a trei membri ai familiei (Henry, Haline și Miroslaw).  În octombrie 2016, s-a raportat că OVH a strâns 250 milioane de dolari pentru a spori expansiunea internațională.   Această rundă de finanțare a evaluat OVH la peste 1.000 de milioane de dolari.  În anul fiscal 2016, OVH a înregistrat venituri în valoare de 320 milioane €. 

## Fapte și cifre
Începând cu anul 2018, OVH are 27 de centre de date din 19 țări care găzduiesc 300.000 de servere.   Compania oferă servicii localizate, cum ar fi birourile de asistență pentru clienți în multe țări europene, precum și în America de Nord și Africa. 
OVH este unul dintre sponsorii pentru Let's Encrypt . 

### WikiLeaks
În decembrie 2010, ediția Gizmodo franceză a dezvăluit că WikiLeaks a selectat OVH drept noul furnizor de gazduire, după refuzul Amazonului de al găzdui.   La 3 decembrie, controversa din ce în ce mai mare l-a determinat pe Eric Besson , ministrul industriei din Franța, să ia măsuri legale de a interzice această găzduire în Franța.  Măsura a eșuat.  La 6 decembrie 2010, un judecător a decis că nu este necesar ca OVH să înceteze găzduirea WikiLeaks.   Cazul a fost respins pe motiv că un astfel de caz a necesitat o audiere contradictorie . 

### Dezvăluirea informațiilor și vulnerabilități multiple
În ianuarie 2019, revista WebsitePlanet, a descoperit vulnerabilități  împotriva clienților în unele dintre cele mai mari companii de găzduire din lume; Bluehost , DreamHost , HostGator , iPage și OVH. 